# Prince Edward Island
Prince Edward Island [ˌpɹɪns‿ˌɛdwɚd‿ˈaɪ̯lɨnd] (französisch Île-du-Prince-Édouard, Mi’kmaq Epekwitk oder Abegweit, kurz PEI oder P.E.I., deutsch Prinz-Eduard-Insel) ist eine Insel im Atlantik und eine Provinz im Osten Kanadas. Die Nachbarprovinzen der Insel sind New Brunswick im Westen und Nova Scotia im Süden und Osten. Prince Edward Island ist flächenmäßig die kleinste Provinz des Landes. Benannt ist sie nach Edward Augustus, Duke of Kent and Strathearn, dem Vater von Königin Victoria.

## Geographie

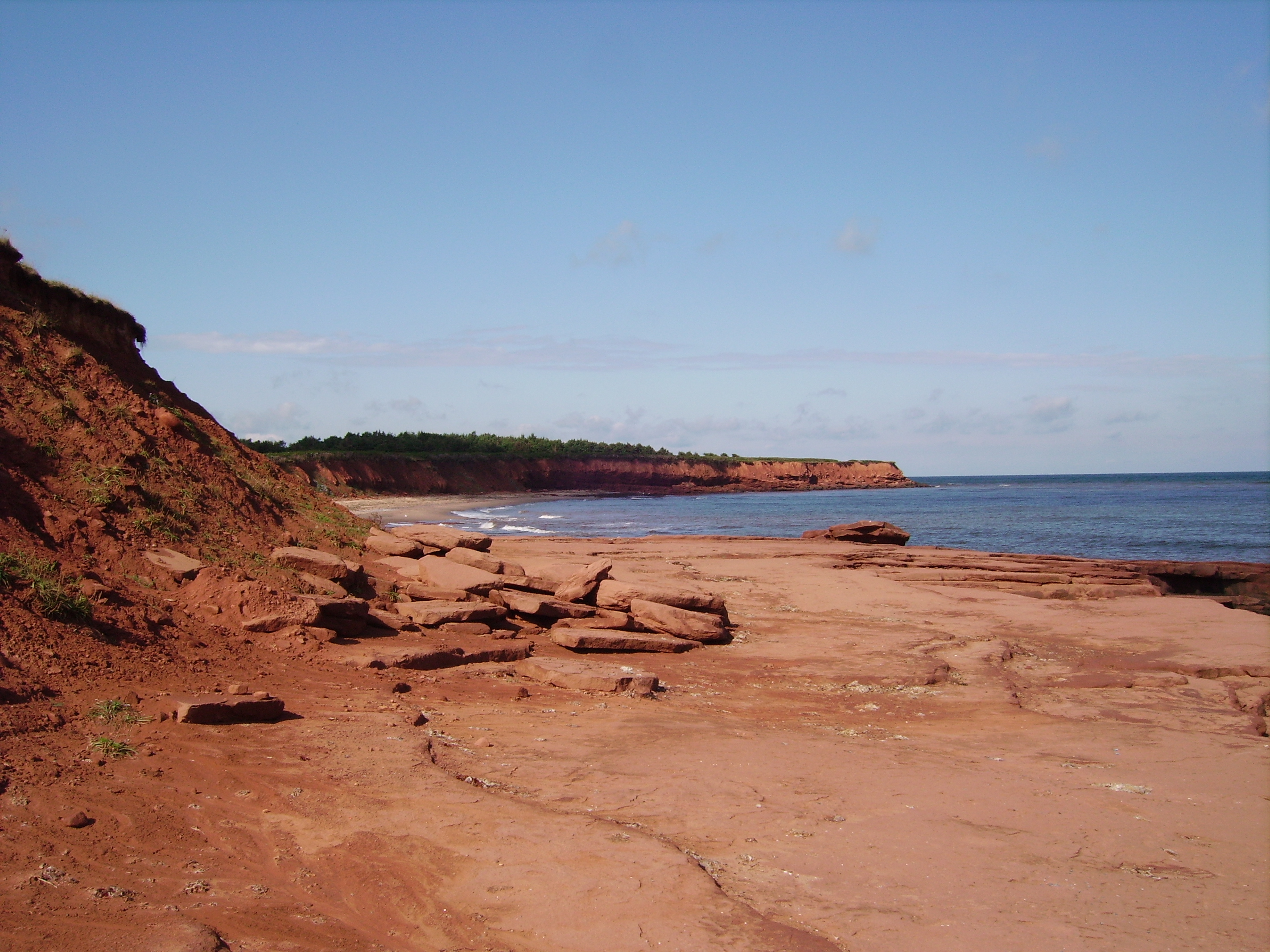
Die Küste von Prinz Edward Island bei Cavendish

Die als „Garten des Golfs“ bezeichnete Insel liegt im Sankt-Lorenz-Golf, einem Randmeer des Nordatlantiks. An ihrer Südküste liegt die Northumberlandstraße, die die Insel von New Brunswick und Nova Scotia (der Nova-Scotia-Halbinsel sowie der Kap-Breton-Insel) trennt. Innerhalb Kanadas wird Prince Edward Island zu den drei Seeprovinzen und somit auch zu den atlantischen Provinzen gerechnet.
Es gibt zwei Ballungszentren: Das größere befindet sich um den natürlichen Hafen Charlottetown Harbour in der Mitte der Südküste und umfasst die Hauptstadt Charlottetown sowie die Vorstädte Cornwall und Stratford. Die Stadt Summerside am gleichnamigen Summerside Harbour, einem durch eine Ria gebildeten natürlichen Hafen, bildet im Westen das zweite Ballungsgebiet.

## Klima
Die Insel hat ein humides Kontinentalklima, im Vergleich zum Festland gemäßigt durch die Lage am südlichen Rand des St.-Lorenz-Golfes. Die Winter sind vergleichsweise mild mit Januar-Durchschnittstemperaturen von −7,7 °C. Aufgrund der Küstenlage fällt viel Schnee, insgesamt 290,4 mm. Im Frühjahr erwärmt sich die Luft durch die maritime Lage vergleichsweise langsam. Die Sommer sind mild: Im Juli sind Höchsttemperaturen von 23,3 °C zu erwarten. Insgesamt erreichen die Niederschläge 1158,24 mm pro Jahr, wobei von Oktober bis Januar etwas mehr fällt als in den übrigen Monaten.

## Geschichte
Archäologische Spuren weisen auf eine erste Besiedlung um 9000 v. Chr. hin (vgl. Geschichte der First Nations), als eine Brücke zum Festland bestand. Die Insel wurde zu einem unbekannten Zeitpunkt von den Vorgängern der heutigen Mi’kmaq besiedelt, die sie Abegweit („Land in der Wiege der Wellen“) nannten. Ausgrabungen konnten an der Sutherland site in der St. Peters Bay eine Besiedlung mindestens von 800 bis 1400 n. Chr. nachweisen.
1534 entdeckte sie Jacques Cartier als erster Europäer. Es folgten zahlreiche Besuche französischer und baskischer Fischer, die die Insel jedoch vorläufig nicht besiedelten. 1720 wurde Port-la-Joye gegründet, die erste dauerhafte französische Siedlung auf der damals so bezeichneten Île Saint-Jean. Die Insel bildete einen Teil der Kolonie Akadien und war von rund 1000 französischsprachigen Akadiern bewohnt. Viele zogen 1755, ein Jahr nach Ausbruch des in Nordamerika als Franzosen- und Indianerkrieg bekannten Stellvertreterkrieges zwischen Frankreich und Großbritannien, auf die Insel, um sich der Deportation durch die Briten zu entziehen.

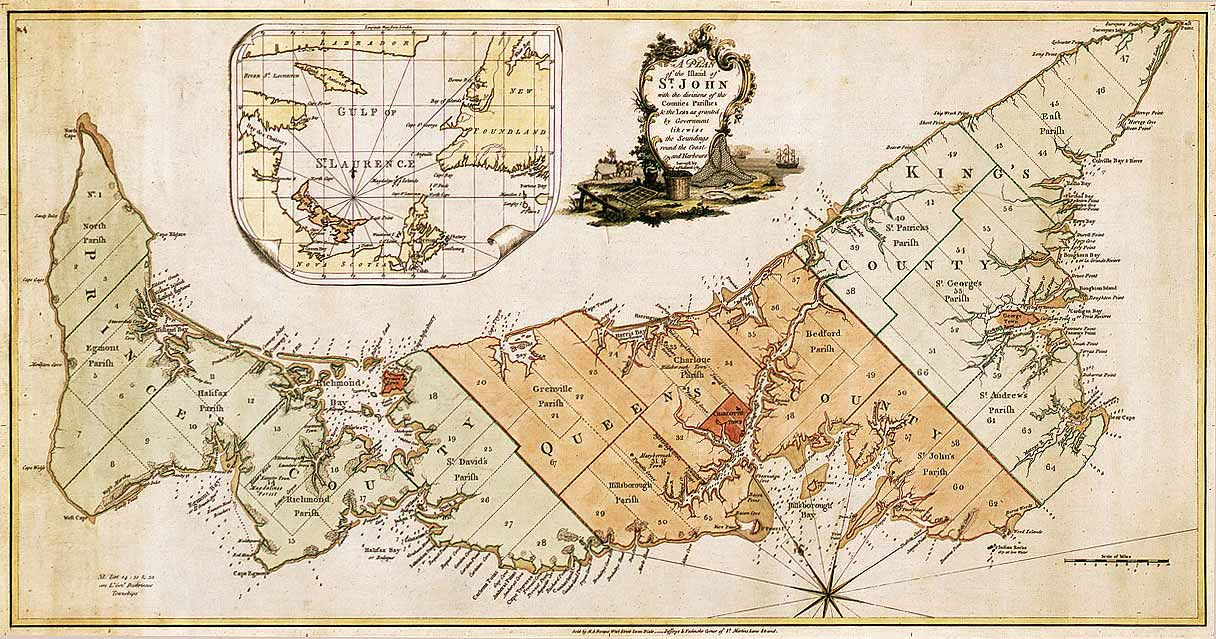
Karte von 1765

Nach der Eroberung der französischen Festung Louisbourg nahmen die Briten 1758 die Insel ein und vertrieben die meisten Akadier. Die kanadische Regierung gedenkt seit dem 20. Jahrhundert dieser unberechtigten Vertreibung der Akadier und erklärte die Vertreibung von Prince Edward Island (Île Saint-Jean) am 19. Juni 2011, auf Vorschlag des Historic Sites and Monuments Board of Canada, zu einem „nationalen historischen Ereignis“. Im Pariser Frieden 1763 trat Frankreich die Insel, die nun St. John’s Island genannt wurde, an Großbritannien ab. Samuel Holland führte 1764/65 umfangreiche Vermessungen auf der Insel durch, die als Grundlage zur Verlosung des Landes an britische Siedler dienten. 1765 erfolgte die Gründung von Charlottetown, der späteren Hauptstadt. Walter Patterson, der erste britische Gouverneur der Kolonie, trat sein Amt 1770 an. Als eine der ersten Amtshandlungen verfügte er die Umbenennung der Kolonie in New Ireland, um irische Siedler anzulocken und so die eher schleppend verlaufende Besiedlung voranzutreiben. Die britische Regierung widerrief diesen Beschluss umgehend, da es sich um eine Kompetenzüberschreitung handelte.
Während und nach dem amerikanischen Unabhängigkeitskrieg (1776–1783) flohen zahlreiche Loyalisten auf die Insel. Am 29. November 1798 beschloss die britische Regierung, den Namen der Kolonie zu Ehren von Edward Augustus, Duke of Kent and Strathearn, in Prince Edward Island zu ändern, um Verwechslungen mit den Städten Saint John und St. John’s zu vermeiden. Im selben Jahr fand die erste Volkszählung statt; die Zahl der Siedler betrug demnach 4372.
Im September 1864 fand die Charlottetown-Konferenz statt, an der erstmals über den möglichen Zusammenschluss verschiedener britischer Kolonien zur Kanadischen Konföderation beraten wurde. Prince Edward Island war mit dem Verhandlungsergebnis nicht zufrieden und trat 1867 dem neuen Staat vorerst nicht bei. 1871 begannen auf der Insel die Bauarbeiten für ein Eisenbahnnetz, außerdem fanden Verhandlungen über einen möglichen Beitritt zu den Vereinigten Staaten statt. Der kanadische Premierminister John Macdonald wollte die amerikanische Expansion verhindern und führte daher ebenfalls Verhandlungen. Die kanadische Bundesregierung verpflichtete sich, die Kosten für den Bau der Prince Edward Island Railway zu übernehmen, woraufhin die Kolonie sich am 1. Juli 1873 der Konföderation anschloss.
Während des 20. Jahrhunderts blieb die Insel agrarisch geprägt. Neben der Landwirtschaft entwickelte sich der Tourismus zum wichtigsten Wirtschaftszweig. Der Bauernhof Green Gables diente der Schriftstellerin Lucy Maud Montgomery als Vorlage für die Kinderbuchreihe Anne of Green Gables, die auf der Insel spielt. 1937 wurde der Prince-Edward-Island-Nationalpark eingerichtet. Seit 1997 verbindet die Confederation Bridge die Insel mit dem Festland.

## Bevölkerung

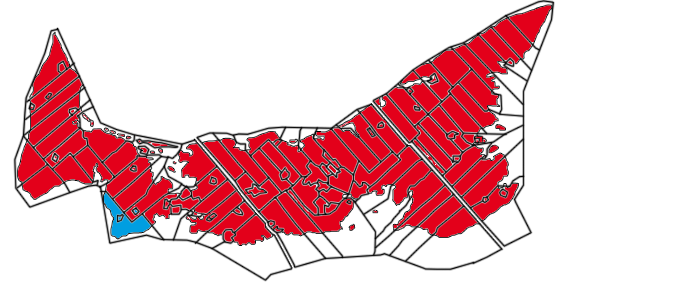
Sprachmehrheiten auf Prince Edward Island (Rot: Englisch, Blau: Französisch)

Der Zensus von 2021 stellte eine Gesamtbevölkerung von 154.331 Einwohnern fest. Bei der Volkszählung 2006 hatten sich 39 % der Bevölkerung als „Kanadier“ bezeichneten, 40 % waren dabei schottischer, 32 % englischer, 29 % irischer, 23 % französischer und 5 % deutscher Abstammung (Mehrfachantworten möglich). Die ursprünglichen Bewohner, die Mi’kmaq, stellen heute nur eine kleine Minderheit. Diese besteht aus der Abegweit First Nation (rund 300 Angehörige), die bei Charlottetown leben, und der Lennox Island First Nation. Die 245 Angehörigen dieser First Nation leben auf der Insel diesen Namens in der Malpeque Bay nordöstlich von Tyne Valley. Im Juli 2016 waren von den Angehörigen der Abegweit First Nation 373 als Indianer registriert, von denen der Lennox Island First Nation waren es 950. Damit stellen die beiden Stämme 1 % der Bevölkerung.
Die meistgesprochene Sprache ist Englisch mit 93,78 %, gefolgt von 4,00 %, die Französisch sprechen. 47,4 % der Bevölkerung sind römisch-katholisch, 19,9 % gehören der United Church of Canada an, 5,9 % sind Presbyterianer, 4,9 % Anglikaner und 4,5 % Baptisten.
| Jahr | Einwohner | Jahr | Einwohner | Jahr | Einwohner |
| ---- | --------- | ---- | --------- | ---- | --------- |
| 1851 | 062.678   | 1911 | 093.728   | 1971 | 111.635   |
| 1861 | 080.857   | 1921 | 088.615   | 1981 | 122.506   |
| 1871 | 094.021   | 1931 | 088.038   | 1991 | 129.765   |
| 1881 | 108.891   | 1941 | 095.047   | 2001 | 135.294   |
| 1891 | 109.078   | 1951 | 098.429   | 2006 | 135.851   |
| 1901 | 103.259   | 1961 | 104.629   | 2011 | 140.204   |

| Größte Städte | 2006   | 2011   | 2016   | 2021   |
| ------------- | ------ | ------ | ------ | ------ |
| Charlottetown | 32.174 | 34.562 | 36.094 | 38.809 |
| Summerside    | 14.500 | 14.751 | 14.839 | 16.001 |
| Stratford     | 7083   | 8574   | 9.711  | 10.927 |
| Cornwall      | 4677   | 5162   | 5.348  | 6.574  |
| Montague      | 1802   | 1895   | 1.961  | 2.027  |

## Gliederung

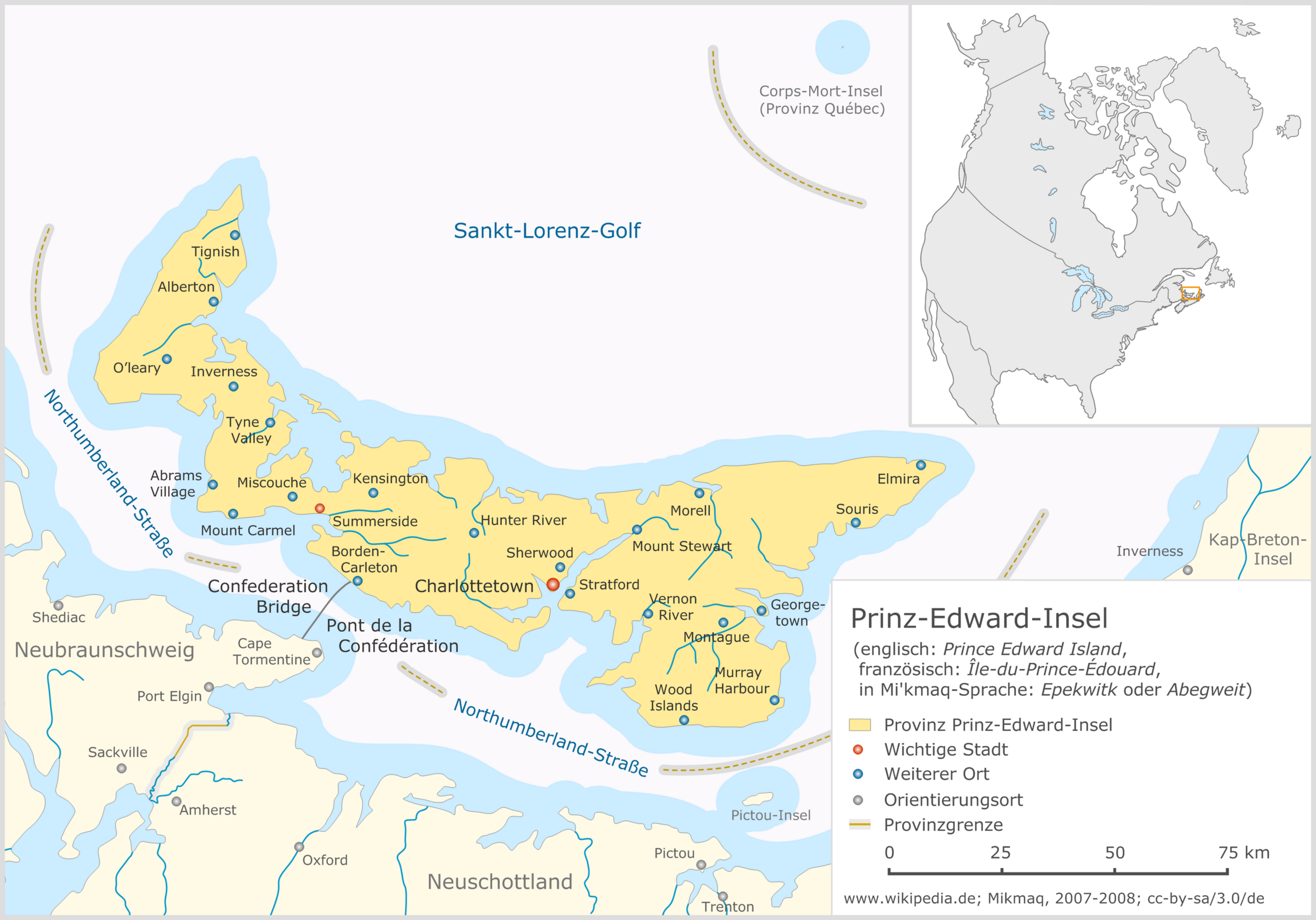
Karte der Provinz Prince Edward Island

Prince Edward Island wird in drei Bezirke (Counties) unterteilt:
- Kings County
- Prince County
- Queens County

Diese Counties haben jedoch inzwischen keine verwaltungstechnischen Aufgaben.

## Politik
Das politische System basiert auf dem Westminster-System, mit einem Einkammernparlament, der Legislativversammlung. Diese besteht aus 27 Mitgliedern, die in ebenso vielen, ungefähr gleich großen Wahlkreisen nach dem Mehrheitswahlsystem gewählt werden. Die maximale Dauer einer Legislaturperiode beträgt fünf Jahre. Der Vizegouverneur kann jedoch auf Anraten des Premierministers das Parlament vorzeitig auflösen und Neuwahlen ansetzen. Amtierender Premierminister ist Dennis King, Vizegouverneur ist Wassim Salamoun.
Zwei Parteien dominieren das politische Geschehen: Seit dem Beitritt zur Konföderation im Jahr 1873 wechseln sich die Prince Edward Island Liberal Party und die Prince Edward Island Progressive Conservative Party in der Regierung ab. Nur zweimal, bei den Wahlen 1996 und 2015, wurden Politiker anderer Parteien ins Provinzparlament gewählt. Grund dafür dürfte sein, dass die Liberalen und Konservativen sich kaum voneinander unterscheiden und beide sich im Zentrum des politischen Spektrums positionieren.
Laut der kanadischen Verfassung stehen Prince Edward Island je vier Sitze im Senat und im House of Commons zu. Die Provinz gilt auf Bundesebene als Hochburg der Liberalen Partei, die seit 1988 sämtliche zu vergebenden Sitze hält.

## Wirtschaft
Die Wirtschaft der Provinz wird von Landwirtschaft, Tourismus und Fischerei dominiert. Industriebetriebe gibt es nur wenige und Prince Edward Insel verfügt über keine bedeutenden mineralischen Rohstoffe. Vor der Ostküste werden jedoch umfangreiche Erdgasvorkommen vermutet.
In der Landwirtschaft herrscht der Anbau von Kartoffeln vor. Rund ein Drittel der gesamten kanadischen Kartoffelernte, etwa 1,3 Millionen t, stammt von der Insel, weshalb der Spitzname „Kartoffelprovinz“ (potato province) weit verbreitet ist. In mehr als zwanzig Länder werden Saatkartoffeln exportiert. Die Fischerei basiert hauptsächlich auf dem Fang und der Verarbeitung von Amerikanischem Hummer, Austern und Muscheln.
Rund 25 % der Elektrizität wird aus Windkraftanlagen mit einer Gesamtkapazität von 203,6 MW erzeugt. Der Bau einer weiteren großen Windkraftanlage mit 40 MW Leistung ist für 2025 geplant. Und eine Windkraftanlage mit 30 MW Leistung wurde 2019 gebaut. Trotz Einführung der Windenergie ist die Provinz von Stromimporten durch eine Unterwasserleitung von New Brunswick her abhängig. Die Charlottetown Thermal Generating Station, ein 112 MW Ölkraftwerk, produziert hauptsächlich während Zeiten hohen Energiebedarfs Strom.

## Verkehr

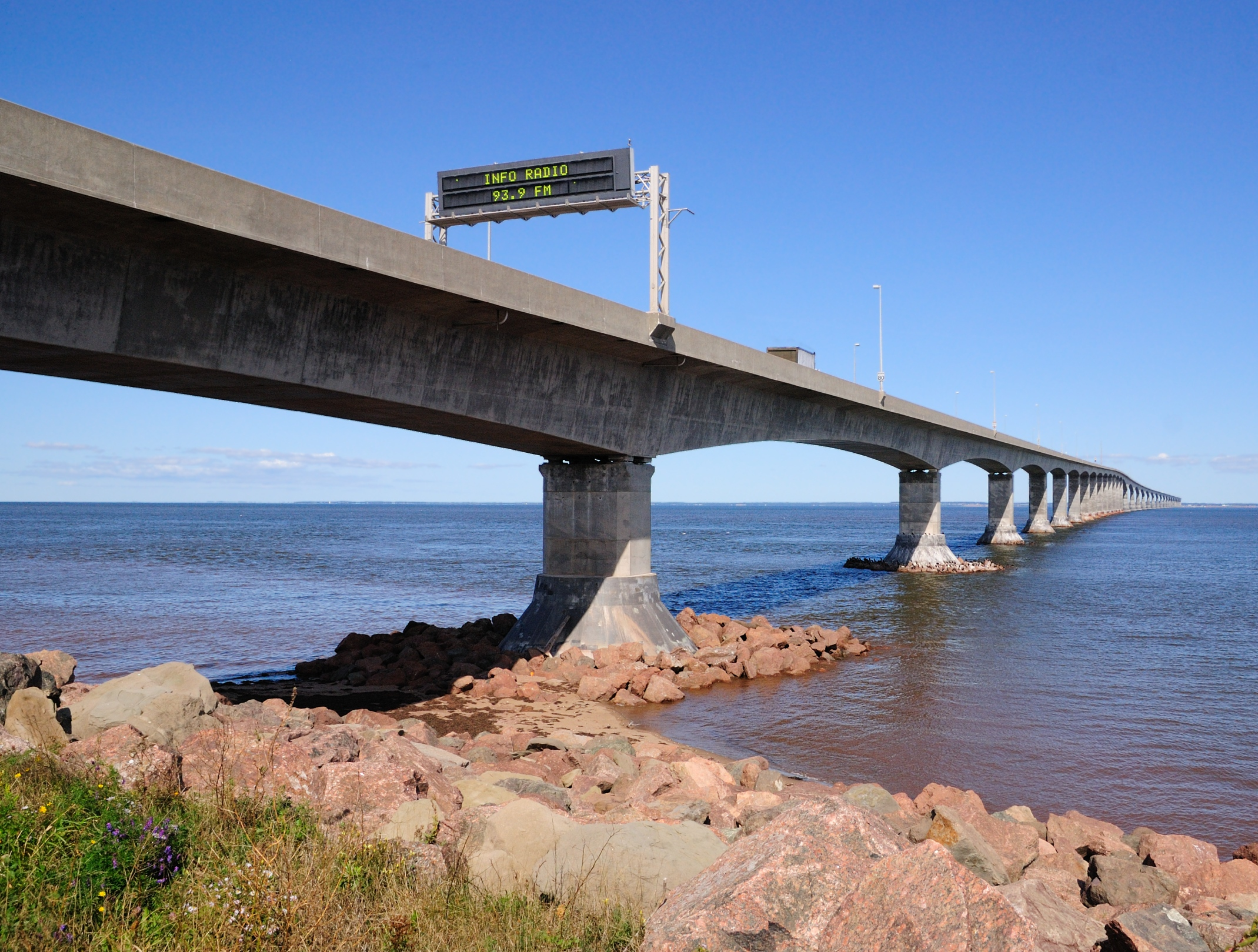
Die Confederation Bridge ist die einzige Straßenverbindung zum kanadischen Festland

Das Verkehrsnetz der Insel entwickelte sich von den Hafenorten Charlottetown, Summerside, Borden, Georgetown und Souris aus. Die Canadian National Railway übernahm 1918 die Prince Edward Island Railway, stellte jedoch den Eisenbahnverkehr 1989 gänzlich ein. Im Gegenzug versprach die Bundesregierung, das schlecht unterhaltene Straßennetz auszubauen. Die Bahntrassen wurden in ein Radwegesystem integriert.
Bis 1997 stellten drei Fährlinien die Verbindung zum Festland her. Die Gesellschaft Marine Atlantic betrieb ganzjährig eine Linie zwischen Borden und Cape Tormentine in New Brunswick. Weiterhin in Betrieb sind saisonale Linien von Northumberland Ferries Limited zwischen Wood Islands und Caribou in Nova Scotia sowie von CTMA zwischen Souris und Cap-aux-Meules in Québec und zu den Magdalenen-Inseln.
Am 1. Juni 1997 wurde die Confederation Bridge zwischen Borden-Carleton und Cape Jourimain eröffnet, welche die Fährverbindung von Marine Atlantic ersetzte. Über die 12,9 km lange, zweispurige Brücke führt der Trans-Canada Highway. Eine Maut wird nur bei einer Fahrt zum Festland erhoben (50,25 kanadische Dollar (CAD), ca. 32 €, Stand 2025), die Benutzung der Brücke in der Gegenrichtung ist gratis. Überlandbusse verkehren zwischen Charlottetown und Moncton. Wichtigster Flughafen ist Charlottetown Airport mit zahlreichen Inlandsverbindungen.

## Bildung
Die Provinz verfügt über eine eigene Universität, die University of Prince Edward Island in Charlottetown. Sie entstand 1969 durch die Fusion des Prince of Wales College mit der Saint Dunstan’s University. Das Holland College ist eine technische Fachhochschule.

## Persönlichkeiten aus Prince Edward Island
- Martha MacIsaac, Schauspielerin (* 1984)
- Adam McQuaid, Eishockeyspieler (* 1986)
- Lucy Maud Montgomery, Schriftstellerin (1874–1942)
- Brad Richards, Eishockeyspieler (* 1980)
- Jacob Gould Schurman, US-amerikanischer Diplomat (1854–1942)